# Sinan Kurt
Sinan Kurt (Mönchengladbach, 23 de julho de 1996) é um futebolista profissional alemão que atua como meia.

## Carreira
Sinan Kurt começou a carreira no Borussia M'gladbach.